# Larry Whipple
Larry Whipple es un deportista estadounidense que compitió en vela en la clase Star. Ganó dos medallas en el Campeonato Europeo de Star, plata en 1988 y bronce en 1974.

## Palmarés internacional
| \| Campeonato Europeo[n 1] \| Campeonato Europeo[n 1] \| Campeonato Europeo[n 1] \| Campeonato Europeo[n 1] \| \| Año \| Lugar \| Medalla \| Clase \| \| ----------------------- \| ----------------------- \| ----------------------- \| ----------------------- \| \| 1974 \| Laredo (España) \| Medalla de bronce \| Star \| \| 1988 \| Génova (Italia) \| Medalla de plata \| Star \| |                 |                   |       |
| Campeonato Europeo |                 |                   |       |
| Año | Lugar           | Medalla           | Clase |
| 1974 | Laredo (España) | Medalla de bronce | Star  |
| 1988 | Génova (Italia) | Medalla de plata  | Star  |

1. ↑  En algunas ediciones del Campeonato Europeo se permitió la participación de regatistas de otros continentes.